# Ceretes marcelserres
Ceretes marcelserres is een vlinder uit de familie Castniidae. De wetenschappelijke naam van de soort is voor het eerst geldig gepubliceerd in 1824 door Jean Baptiste Godart.
De soort komt voor in het Neotropisch gebied.

## Synoniemen
- Castnia inornata Walker, 1869